# Байдарська сільська рада
Байда́рська сільська рада (рос. Байдарский сельский совет) — сільське поселення у складі Половинського району Курганської області Росії.
Адміністративний центр та єдиний населений пункт — село Байдари.
Населення сільського поселення становить 435 осіб (2017; 487 у 2010, 620 у 2002).